# Michel Seymour
Pour les articles homonymes, voir Seymour.
Michel Seymour (né en 1954 à Montréal) est un philosophe et un professeur québécois retraité. Il a enseigné à l'Université de Montréal de 1990 à 2019.

## Biographie
Après avoir étudié à l'Université du Québec à Montréal puis obtenu son doctorat à l'Université de Trois-Rivières en 1986, doctorat qu'il a rédigé en partie à Oxford, il poursuit ses recherches à l'Université de Californie à Los Angeles et devient boursier du Canada. Il a présidé la Société de Philosophie du Québec de 1994 à 1996.
Seymour a publié plus d'une centaine d'articles dans des revues philosophiques, dont le Journal of Philosophy et Philosophical Studies. Il s'est surtout intéressé à la philosophie politique, à la philosophie du langage et à la philosophie de l'esprit.

## Idées principales
En philosophie du langage, Michel Seymour défend une conception institutionnelle et communautaire du langage inspirée en partie de la philosophie du langage de Ludwig Wittgenstein qu'il oppose notamment à l'idéalisme de Gottlob Frege, à l'innéisme de Noam Chomsky et au psychologisme de John Searle. Pour Seymour, parler un langage suppose des habiletés innées, mais cela demeure une activité gouvernée par des règles qui expriment les conditions d'usage des expressions. Les règles sont déterminées par des conventions sociales. La signification des expressions est toutefois indéterminée, puisque les règles ne peuvent anticiper tous les cas particuliers.
En philosophie politique, Seymour s'inspire du libéralisme politique de John Rawls, et notamment de The Law of Peoples, pour défendre des droits collectifs, égaux en légitimité et importance par rapport aux droits individuels, ce qui l'oppose notamment à la position de Will Kymlicka sur le sujet. Selon Seymour, un libéralisme bien compris ne doit pas se satisfaire d'une attitude de tolérance, mais établir une attitude de reconnaissance basée sur le respect et devant se traduire par des politiques gouvernementales tenant compte de la dignité des peuples. Seymour s'appuie sur ce libéralisme politique pour défendre une conception inclusive de la laïcité qui exige que les institutions soient neutres mais que les personnes soient libres, permettant aux employés de l'État de porter des signes religieux à moins qu'ils occupent un poste d'autorité suprême (Président, juge de la Cour Suprême, etc).
Il est également connu pour son appui à la souveraineté du Québec. Il a été président de l'organisme Intellectuels pour la souveraineté de 1996 à 1999,.

## Ouvrages publiés
- Pensée, langage et communauté. Une perspective anti-individualiste, 1994
- La Nation en question, 1999
- Le Pari de la démesure, 2001
- L'Institution du langage, 2005
- Profession: Philosophe, 2006
- De la tolérance à la reconnaissance, 2008
- Une idée de l'université. Propositions d'un professeur militant, 2013
- A Liberal Theory of Collective Rights, 2017
- La nation pluraliste, 2018 (co-écrit avec Jérome Gosselin-Tapp)
- Raison, déraison et religion: plaidoyer pour une laïcité ouverte, 2021
- Nation et autodétermination au XXIe siècle, 2024
- Le conflit mondial du XXIe siècle, 2025 (co-écrit avec Samir Saul)

### Direction d’ouvrages collectifs
- Repenser l’autodétermination interne, Montréal, Les éditions Thémis, 2016
- (avec Alain-G. Gagnon), Multinational Federalism: problems and Prospects, Houndmills, Palgrave Macmillan, 2012
- (avec Christine Straehle), «Territorialité, identité nationale et justice mondiale», Philosophiques, vol. 39, no 2, 2012
- (avec Guy Laforest), Le fédéralisme multinational en perspective: un modèle viable?, Bruxelles, Peter Lang, 2011
- «La politique de la reconnaissance et la théorie critique», Politique et Sociétés, vol. 28, no 3, 2009
- The Plural States of Recognition, Houndmills, Palgrave Macmillan, 2010
- La Reconnaissance dans tous ses états. Repenser les politiques de pluralisme culturel, Montréal, Québec Amérique, coll. «Débats», 2009.
- (avec Matthias Fritsch), Reason and Emancipation. Essays on the philosophy of Kai Nielsen, Amherst, Prometheus Books, 2007
- The Fate of the Nation-State, Montréal/Kingston, McGill/Queens University Press, 2004
- États-nations, multinations et organisations supranationales, Montréal, Liber, 2002
- Nationalité, citoyenneté et solidarité, Montréal, Liber, 1999
- (en collaboration avec Jocelyne Couture et Kai Nielsen), Rethinking Nationalism, Supplementary Volume 22, Canadian Journal of Philosophy, Calgary, University of Calgary Press, 1996.
- Une nation peut-elle se donner la constitution de son choix? Montréal, Bellarmin, 1995 (nouvelle édition incluant une bibliographie).
- «Une nation peut-elle se donner la constitution de son choix?», Philosophiques, vol. XIX, no 2, automne 1992.